# Puella Magi Madoka Magica Portable
Puella Magi Madoka Magika Portable (魔法少女まどか☆マギカ ポータブル?, Mahō Shōjo Madoka Magika Pōtaburu) è un videogioco di ruolo per PlayStation Portable (PSP) pubblicato in Giappone il 15 marzo 2012. Il gioco è basato sulla serie anime Puella Magi Madoka Magica del 2011.

## Modalità di gioco
Il gioco è diviso in due parti: la prima è un'avventura in forma di visual novel e la seconda è la parte in forma di roguelike.
La parte d'avventura del gioco è quella in cui la storia progredisce, ed è principalmente costituita dai colloqui del giocatore con i vari personaggi e le scelte che lo porteranno ad esplorare varie zone della mappa, e che lo porteranno infine alla seconda parte del gioco, un videogioco di ruolo in 3D in cui il giocatore deve combattere contro le streghe.
La storia si basa sull'anime, ma contiene alcuni elementi inediti, tra cui una nuova strega. A seconda delle scelte fatte durante il gioco, è possibile assistere a vari finali differenti. Pertanto, è possibile che la storia termini in maniera differente rispetto a quella dell'anime.

## Sviluppo
L'idea del gioco è stata concepita durante la trasmissione dell'episodio 2 della serie nel gennaio 2011. Poco dopo la trasmissione del quarto episodio, i due produttori si sono riuniti presso l'Event Machi Asobi a Tokushima, ed hanno deciso di sviluppare tale idea.
Il gioco è stato sviluppato dalla collaborazione fra Namco Bandai Games e Nitroplus, sulle indicazioni dei produttori Yusuke Tomizawa (God Eater) e Yoshinao Doi (Steins;Gate: The Movie - Load Region of Déjà Vu,  Film di Puella Magi Madoka Magica) in forze rispettivamente alla Namco ed alla Nitroplus. Gen Urobuchi della Nitroplus, ha supervisionato le fasi di sviluppo del gioco.
I produttori hanno scelto la PlayStation Portable come piattaforma di lancio, perché pensavano che fosse la console più utilizzata dai fan della serie.
Il gioco presenta due nuove scene di trasformazione animate (Madoka e Homura), oltre che alcune sequenze dell'anime. Per i filmati promozionali del videogioco, è stato usato il brano musicale Connect delle ClariS, che è la sigla di apertura dell'anime.

## Distribuzione
Il gioco è stato pubblicato il 15 marzo 2012 in due edizioni, una normale ed una limitata.
Edizione normale
- DVD con contenuti speciali
- Videogioco Mahō shōjo Madoka Magika Portable

Edizione limitata
- Action figure di Madoka in uniforme scolastica, della linea Figma prodotta da Max Factory
- DVD con contenuti speciali
- Kyubey bag (astuccio a forma di Kyubey)
- Sciarpa "Homu Homu" (Homura)
- Lettera speciale
- Box con una raccolta di illustrazioni
- Videogioco Mahō shōjo Madoka Magika Portable

## Staff
- Supervisione：Gen Urobuchi[2][3]
- Produzione：Yusuke Tomizawa e Yoshinao Doi[2][3]
- Collaborazione ai disegni：Gekidan Inu Curry[2][3]
- Animazioni：Shaft[2][3]

### Doppiaggio
| Personaggio   | Doppiatore      |
| ------------- | --------------- |
| Madoka Kaname | Aoi Yūki        |
| Homura Akemi  | Chiwa Saitō     |
| Mami Tomoe    | Kaori Mizuhashi |
| Sayaka Miki   | Eri Kitamura    |
| Kyōko Sakura  | Ai Nonaka       |
| Kyubey        | Emiri Katō      |